# 小寺昇二
小寺 昇二（こてら しょうじ、1955年8月27日 - ）は、株式会社ターンアラウンド研究所 共同代表・主席研究員、埼玉工業大学人間社会学部情報社会学科元教授、経営コンサルタント。

## 略歴
都立西高校、東京大学経済学部を卒業。1979年、第一生命入社。企業審査、ファンドマネジャー、為替ディーリング、マーケットエコノミスト、金融商品開発、保険商品開発、運用資産全体のリストラクチャリング、営業体制革新、年金営業などを経験。2000年ドイチェ・アセットマネジメント（ドイツ銀行の資産運用部門会社：常務執行役員営業本部長）を皮切りに、事業再生ファンド、CSRコンサルティング会社（執行役員）、プロ野球チーム千葉ロッテマリーンズ（経営企画室長として球団改革実行）、ITベンチャー（取締役CFO）、外資系金融評価会社（アマウントエグゼクティブ）、IT系ベンチャー（執行役員）、旅行会社（ＪＴＢ）と転職を重ねながら、様々な業務を経験。
2015年より埼玉工業大学教授に就任、現在は定年退職して非常勤講師。この間、兼務で多摩大学社会人大学院客員准教授、日本バスケットボール協会アドバイザー、（一社）日本経営士会資格取得なども経験。西村健とともに株式会社ターンアラウンド研究所をたちあげ、「日本経済をターンアラウンドする!」を目的に、企業のコンサルティング（業務改革、人事評価・人財育成）を展開している。調査、企画、商品開発、営業開発、経営改革、営業、コンサルタント、人事、総務、財務、広報、教育など様々な業務経験をもとに、コンサルティングやコーチングを得意としている。（公財）日本証券アナリスト協会検定会員、国際公認アナリスト。

## 主な著書
- 『実践スポーツビジネスマネジメント～劇的に収益性を高めるターンアラウンドモデル～』(2009年、日本経済新聞出版、ISBN 978-4532490515)
- 『徹底研究!!GAFA』(2018年、洋泉社MOOK、ISBN 978-4800315984)
- 『スポーツ・マネジメント 理論と実践』(2009年　東洋経済新報社、ISBN 978-4866933689)
- 『GAFAとは何か?』(2019年、アマゾンKDP)